# Kattendijksluis
De Kattendijksluis is de oudste nog bestaande sluis van Antwerpen.

## Historiek
De sluis werd in 1858-59 gebouwd als tijsluis om vooral zeilvrachtschepen en later voor gemotoriseerde binnenschepen veilig te laten aanmeren in het Kattendijkdok (1860). Vooral spitsen, binnenschepen of lichters van 39 m. lang op 5,10 m. breed werden er geschut. Later kwamen er grotere schepen bij.
Rond 1994 à 1995 werd de Kattendijksluis uit bedrijf genomen, omdat ze niet meer rendeerde vanwege de wachttijden met het getij. Bij een laagwaterschutting naar hoog water, b.v. moesten de vertrekkende binnenschepen 2 uren op voorhand invaren. De schepen werden in de sluis genomen, dan werden de binnenklapdeuren (vloeddeur en dokdeur) dichtgedraaid, en moesten de schepen dan wachten op het opkomende tij. Ondertussen werd het sluiswater weggespuid naar de Schelde via muur-"verlaten" ook landverlaten of valven. Dan als het water in de sluis op zo'n 1,50 à 1 meter boven Scheldepeil stond, werden de deurverlaten opgedraaid, om te vermijden dat er te veel waterdruk op de schuifverlaten kwam te staan. Ondertussen kwam ook de vloed op. Het is een vergelijking met "communicerende vaten". Als het sas- en rivierpeil gelijk waren, kon men de eb- en vloeddeuren buitenkant openen. Met de opkomende vloed konden de binnenschepen naar Gent, Merelbeke of verder doorvaren naar Frankrijk.

## Bouw
De sluis is totaal 140 meter lang, de kom zelf is 120 meter, en 98 meter breed. De maximum toegelaten breedte bedraagt 68,50 meter en de minimum breedte 66,50. De TAW diepte is 3,41 meter. Ze heeft aan de 5 deuren (een ebdeur en 4 vloeddeuren) een smallere doorgang naar de dok- en Scheldezijde. Vroeger werden de sluisdeuren bediend met kaapstanders die de deuren met kettingen en mankracht, open en dicht draaiden. De sluisdeuren waren klapdeuren.
Later werd dit mechanisch en elektrisch-oliehydraulisch bediend.
Nu (sedert 2000) staan de binnendeuren open voor uit- en inkomende werkschepen of stadsjachten. Het is dus geen sluis meer in de enge zin van het woord, maar een open verbinding naar het Kattendijkdok. Tegenwoordig dient de sluis voor pleziervaart en werkschepen.
Met het innemen, tijdens en naar laag water, van de lichters, werd er tot aan de "pluim" gewerkt. Op de derde onderste horizontale fenderbalk was een witte streep gemarkeerd, om te beduiden dat men de buitendeuren moest dichtzetten. Anders zouden de geladen binnenschepen de sluisgrond kunnen raken. De procedure was in omgekeerde volgorde. De buitendeuren werden dichtgetrokken en de landverlaten aan de dokzijde werden opengedraaid, zodat het dokwater de Kattendijksluis liet vollopen. Van zodra de schepen op dokpeil, normaal 4,25 meter stond, konden de binnendeuren geopend worden en de lichters uitvaren.
De Kattendijkbrug werd vervangen door een vaste brug die in juli 2005 werd opgeleverd.
In de loop van 2006 is Waterwegen en Zeekanaal, afdeling Zeeschelde, van de Vlaamse Gemeenschap begonnen met vooronderzoek om de sluis terug in gebruik te nemen. De volledige sluis werd in kaart gebracht. Eind november werden de sluisdeuren op de kant gelegd voor nader onderzoek. Nieuwe deuren mogen niet, vermits de sluis geklasseerd is als monument. Bij het plaatsen van de sluisdeuren op de kant was Vlotkraan 1 (gekend als Grote Gust) betrokken.
De reden om de sluis terug in gebruik te nemen, was de verwachte aanleg van de Oosterweelverbinding met de Lange Wapperbrug. Hierdoor zou het onmogelijk geworden zijn voor zeilschepen om via de Royerssluis vanuit de Schelde naar de dokken te schutten. Om de jachthaven in het Willemdok in dat geval te kunnen blijven bereiken, werd besloten om de Kattendijksluis terug in gebruik te neem. Daarom werd er ook een nieuwe, beweegbare Kattendijkbrug aangelegd. De Vlaamse regering besliste daarvoor het dossier Kattendijksluis te laten uitvoeren door de Beheersmaatschappij Antwerpen Mobiel (BAM). De werken werden afhankelijk van de afwerkingsgraad geraamd op 11,5 miljoen euro of 25 miljoen euro. Ze zouden volgens de oorspronkelijke plannen in het najaar van 2008 starten en twee jaar in beslag nemen.
De werken werden uiteindelijk aangevat in februari 2009 en namen 2,5 jaar in beslag. De werken kostten op 17,5 miljoen euro en werden uitgevoerd door de THV Roegiers-Buyck-Egemin. Ze omvatten de vernieuwing van de deuren en renovatie van de sluishoofden alsook de bouw van een uniek concept van rolbrug.
De Kattendijkdoksluis is op 25 september 2011 officieel opnieuw in gebruik genomen. De sluis is voor de scheepvaart bereikbaar op het VHF-werkkanaal 69. Enkel pleziervaart en passagiersvaart zijn toegelaten. De Lange
Wapperbrug werd echter nooit gerealiseerd.
De bediening van de sluis is echter afhankelijk van het getij. De sluis kan enkel bediend worden wanneer het waterpeil van de Schelde voldoende hoog is. Bovendien moet de sluis om veiligheidsredenen gesloten worden bij een tij hoger dan +5,0 m TAW. Daarom zal de sluis slechts kunnen gebruikt worden bij waterstanden tussen + 2,2 m TAW en 4,6 m TAW Scheldepeil, wat neerkomt op ongeveer 2u voor tot 2u na HW Antwerpen.
Berendrechtsluis · Bonapartesluis · Boudewijnsluis · Kieldrechtsluis · Kallosluis · Kattendijksluis ·  Royerssluis · Van Cauwelaertsluis · Zandvlietsluis · Zuidersluis
1. ↑  Kattendijksluis. inventaris.onroerenderfgoed.be (29 maart 2019). Geraadpleegd op 13 maart 2025.